# Серфінг на літніх Олімпійських іграх 2024 — жінки
Змагання з серфінгу серед жінок на літніх Олімпійських іграх 2024 у Парижі тривають з 27 до 31 липня поблизу узбережжя Теахупоо на Таїті (Французька Полінезія), що лежить за понад 15 тис кілометрів від Парижа.

## Формат змагань
Змагання складаються з шести раундів:
- Раунд 1: 8 запливів по 3 серфінгістки в кожному; переможниця кожного з запливів (8 загалом) виходить до раунду 3, а інші двоє (16 загалом) потрапляють до раунду 2 (втішного).

Всі наступні раунди, починаючи з другого, проходять на Вибулаання і в них беруть участь по двоє учасниць, одна з яких проходить далі, а друга Вибулаає.
- Раунд 2: поєдинки один на один, 8 запливів по 2 серфінгістки в кожному; переможниці (8 загалом) проходять до раунду 3, а невдахи Вибулаають.
- Раунд 3: 8 запливів по 2 серфінгістки в кожному; переможниці (8 загалом) проходять до раунду 3, а невдахи Вибулаають.
- Чвертьфінали: 4 запливи по 2 серфінгістки в кожному, переможниці проходять далі, а невдахи Вибулаають
- півфінали: 2 запливи по 2 серфінгістки в кожному; переможниці виходять у фінал, а невдахи змагаються в поєдинку за бронзову медаль
- Фінал і поєдинок за бронзову медаль

В день змагань технічний директор визначає тривалість кожного запливу (від 25 до 40 хвилин) і кількість хвиль, які кожна серфінгістка може проїхати (щонайбільше 25). Оцінка за кожну хвилю становить від 0,1 до 10, а в залік йдуть кращі дві оцінки. Оцінки ставлять на підставі складности виконаних маневрів, новизни, розмаїстости, комбінаціям, швидкости, потужности і плавности кожного маневру.

## Розклад
| З | Попередні запливи | ЧФ | Чвертьфінали | ПФ | Півфінали | Ф | Фінали |

| Дата     | 27 лип | 28 лип | 29 лип | 30 лип | 30 лип | 30 лип |
| -------- | ------ | ------ | ------ | ------ | ------ | ------ |
| чоловіки | R1     | R2     | R3     | ЧФ     | ПФ     | Ф      |
| Жінки    | R1     | R2     | R3     | ЧФ     | ПФ     | Ф      |

Змагання тривають 4 дні, від 27 до 30 липня, але їх можуть за потреби продовжити аж до 5 серпня.
Вказано місцевий час (UTC−10)
| Раунд                                                | Дата                     | Час                    |
| ---------------------------------------------------- | ------------------------ | ---------------------- |
| Раунд 1                                              | Субота, 27 липня 2024    | 11:48                  |
| Раунд 2                                              | Неділя, 28 липня 2024    | 7:00                   |
| Раунд 3 (round of 16)                                | Понеділок, 29 липня 2024 | 11:48                  |
| Чвертьфінали Півфінали Матч за бронзову медаль Фінал | Вівторок, 30 липня 2024  | 9:24 13:00 14:53 16:15 |

## Передзмагальний посів
Передзмагальний посів серфінгісток ґрунтувався на тих місцях, які вони посіли на Всесвітніх іграх з серфінгу 2024.
| 1. Татіана Вестон-Вебб (BRA) 2. Жоанн Дефе (FRA) 3. Надя Еростарбе (ESP) 4. Соль Агірре (PER) (раунд 2) 5. Анат Леліор (ISR) 6. Тайна Гінкель (BRA) 7. Карісса Мур (USA) 8. Йоланда Гопкінс (POR) | 1. Каролін Маркс (USA) 2. Тереза Бонвалот (POR) (раунд 2) 3. Камілла Кемп (GER) (раунд 2) 4. Саноа Дампфль-Олін (CAN) (раунд 2) 5. Ханіре Гонсалес-Ечабаррі (ESP) (раунд 2) 6. Сиці Ян (CHN) 7. Бріса Геннессі (CRC) 8. Моллі Піклум (AUS) (раунд 2) | 1. Сара Баум (RSA) 2. Шіно Мацуда (JPN) 3. Луана Сілва (BRA) 4. Тайлер Райт (AUS) 5. Ваїн Ф'єрро (FRA) 6. Саффі Ветт (NZL) (раунд 2) 7. Канделарія Ресано (NCA) (раунд 2) 8. Кейтлін Сіммерс (USA) |

## Підсумки

### Раунд 1
В першому раунді не змагаються на Вибулаання. Серфінгісток сіяно у вісім запливів по 3 в кожному, переможниці виходять напряму до раунду 3, а 2-гі й 3-ті місця до раунду 2 (втішного), який є першим раундом на Вибулаання.

#### Заплив 1
| Місце | Серфінгісткака      | Країна           | Хвилі | Хвилі | Хвилі | Хвилі | Хвилі | Сумарна оцінка | Нотатки |
| Місце | Серфінгісткака      | Країна           | 1     | 2     | 3     | 4     | 5     | Сумарна оцінка | Нотатки |
| ----- | ------------------- | ---------------- | ----- | ----- | ----- | ----- | ----- | -------------- | ------- |
| 1     | Каролін Маркс [9]   | США (USA)        | 2.00  | 8.50  | 1.50  | 2.37  | 9.43  | 17.93          | R3      |
| 2     | Сара Баум [17]      | ПАР (RSA)        | 1.00  | 5.67  | 2.80  | 2.73  | 0.27  | 8.47           | R2      |
| 3     | Йоланда Гопкінс [8] | Португалія (POR) | 2.50  | 4.50  | 0.60  | 0.60  | 0.20  | 7.00           | R2      |

#### Заплив 2
| Місце | Серфінгісткака                | Країна        | Хвилі | Хвилі | Хвилі | Хвилі | Хвилі | Хвилі | Хвилі | Хвилі | Сумарна оцінка | Нотатки |
| Місце | Серфінгісткака                | Країна        | 1     | 2     | 3     | 4     | 5     | 6     | 7     | 8     | Сумарна оцінка | Нотатки |
| ----- | ----------------------------- | ------------- | ----- | ----- | ----- | ----- | ----- | ----- | ----- | ----- | -------------- | ------- |
| 1     | Ваїн Ф'єрро [21]              | Франція (FRA) | 1.33  | 6.17  | 2.43  | 5.00  |       |       |       |       | 11.17          | R3      |
| 2     | Соль Агірре [4]               | Перу (PER)    | 0.43  | 0.20  | 1.10  | 0.70  | 1.90  | 0.63  | 2.40  | 1.10  | 4.30           | R2      |
| 3     | Ханіре Гонсалес-Ечабаррі [13] | Іспанія (ESP) | 0.70  | 0.97  | 1.30  | 1.13  |       |       |       |       | 2.43           | R2      |

#### Заплив 3
| Місце | Серфінгісткака          | Країна          | Хвилі | Хвилі | Хвилі | Хвилі | Хвилі | Хвилі | Хвилі | Сумарна оцінка | Нотатки |
| Місце | Серфінгісткака          | Країна          | 1     | 2     | 3     | 4     | 5     | 6     | 7     | Сумарна оцінка | Нотатки |
| ----- | ----------------------- | --------------- | ----- | ----- | ----- | ----- | ----- | ----- | ----- | -------------- | ------- |
| 1     | Тайлер Райт [20]        | Австралія (AUS) | 1.17  | 4.17  | 3.50  | 2.33  | 1.27  | 3.20  | 2.07  | 7.67           | R3      |
| 2     | Анат Леліор [5]         | Ізраїль (ISR)   | 0.50  | 0.43  | 3.23  | 2.20  |       |       |       | 5.43           | R2      |
| 3     | Саноа Дампфль-Олін [12] | Канада (CAN)    | 2.83  | 2.00  | 1.67  | 0.50  |       |       |       | 4.83           | R2      |

#### Заплив 4
| Місце | Серфінгісткака          | Країна          | Хвилі | Хвилі | Хвилі | Хвилі | Хвилі | Хвилі | Сумарна оцінка | Нотатки |
| Місце | Серфінгісткака          | Країна          | 1     | 2     | 3     | 4     | 5     | 6     | Сумарна оцінка | Нотатки |
| ----- | ----------------------- | --------------- | ----- | ----- | ----- | ----- | ----- | ----- | -------------- | ------- |
| 1     | Кейтлін Сіммерс [24]    | США (USA)       | 1.83  | 6.50  | 0.50  | 6.43  | 1.40  | 3.83  | 12.93          | R3      |
| 2     | Татіана Вестон-Вебб [1] | Бразилія (BRA)  | 5.83  | 1.93  | 0.23  | 4.50  |       |       | 10.33          | R2      |
| 3     | Моллі Піклум [16]       | Австралія (AUS) | 1.57  | 0.93  | 2.67  | 5.77  |       |       | 8.44           | R2      |

#### Заплив 5
| Місце | Серфінгісткака         | Країна           | Хвилі | Хвилі | Хвилі | Хвилі | Хвилі | Сумарна оцінка | Нотатки |
| Місце | Серфінгісткака         | Країна           | 1     | 2     | 3     | 4     | 5     | Сумарна оцінка | Нотатки |
| ----- | ---------------------- | ---------------- | ----- | ----- | ----- | ----- | ----- | -------------- | ------- |
| 1     | Бріса Геннессі [15]    | Коста-Рика (CRC) | 8.33  | 3.33  | 6.50  | 7.23  |       | 15.56          | R3      |
| 2     | Жоанн Дефе [2]         | Франція (FRA)    | 0.33  | 2.33  | 2.33  | 5.00  | 4.50  | 9.50           | R2      |
| 3     | Канделарія Ресано [23] | Нікарагуа (NCA)  | 0.83  | 1.33  | 3.43  | 6.00  | 0.50  | 9.43           | R2      |

#### Заплив 6
| Місце | Серфінгісткака    | Країна          | Хвилі | Хвилі | Хвилі | Хвилі | Хвилі | Сумарна оцінка | Нотатки |
| Місце | Серфінгісткака    | Країна          | 1     | 2     | 3     | 4     | 5     | Сумарна оцінка | Нотатки |
| ----- | ----------------- | --------------- | ----- | ----- | ----- | ----- | ----- | -------------- | ------- |
| 1     | Луана Сілва [19]  | Бразилія (BRA)  | 1.00  | 2.77  | 4.50  |       |       | 7.27           | R3      |
| 2     | Тайна Гінкель [6] | Бразилія (BRA)  | 0.57  | 2.50  | 1.70  | 2.83  | 2.90  | 5.73           | R2      |
| 3     | Камілла Кемп [11] | Німеччина (GER) | 2.00  | 0.53  | 0.80  | 0.20  |       | 2.80           | R2      |

#### Заплив 7
| Місце | Серфінгісткака     | Країна              | Хвилі | Хвилі | Хвилі | Хвилі | Хвилі | Сумарна оцінка | Нотатки |
| Місце | Серфінгісткака     | Країна              | 1     | 2     | 3     | 4     | 5     | Сумарна оцінка | Нотатки |
| ----- | ------------------ | ------------------- | ----- | ----- | ----- | ----- | ----- | -------------- | ------- |
| 1     | Надя Еростарбе [3] | Іспанія (ESP)       | 8.33  | 3.83  | 3.57  | 5.50  | 1.63  | 13.83          | R3      |
| 2     | Саффі Ветт [22]    | Нова Зеландія (NZL) | 2.33  | 4.73  | 2.77  |       |       | 7.50           | R2      |
| 3     | Сиці Ян [14]       | Китай (CHN)         | 2.50  | 1.00  | 0.80  | 2.90  | 0.33  | 5.40           | R2      |

#### Заплив 8
| Місце | Серфінгісткака       | Країна           | Хвилі | Хвилі | Хвилі | Хвилі | Хвилі | Хвилі | Сумарна оцінка | Нотатки |
| Місце | Серфінгісткака       | Країна           | 1     | 2     | 3     | 4     | 5     | 6     | Сумарна оцінка | Нотатки |
| ----- | -------------------- | ---------------- | ----- | ----- | ----- | ----- | ----- | ----- | -------------- | ------- |
| 1     | Карісса Мур [7]      | США (USA)        | 3.83  | 6.17  | 9.00  | 7.50  |       |       | 16.50          | R3      |
| 2     | Шіно Мацуда [18]     | Японія (JPN)     | 0.63  | 8.33  | 2.33  | 1.07  | 2.83  |       | 11.16          | R2      |
| 3     | Тереза Бонвалот [10] | Португалія (POR) | 5.17  | 0.27  | 5.17  | 0.87  | 3.60  | 1.47  | 10.34          | R2      |

### Раунд 2
У другому раунді серфінгісток сіяно у вісім запливів по дві в кожному, переможниці виходять до раунду 3 (1/8 фіналу), а невдахи Вибулаають.
Учасниці кожного запливу визначалися на підставі результатів у раунді 1, а також передзмагального посіву, 2-гі місця змагалися проти 3-іх місць:
- Заплив 1: 2-ге місце в раунді 1, 3-й у передзмагальному посіві проти 3-го місця в раунді 1, 6-го в передзмагальному посіві
- Заплив 2: 2-ге місце в раунді 1, 6-й у передзмагальному посіві проти 3-го місця в раунді 1, 3-го в передзмагальному посіві
- Заплив 3: 2-ге місце в раунді 1, 7-й у передзмагальному посіві проти 3-го місця в раунді 1, 2-го в передзмагальному посіві
- Заплив 4: 2-ге місце в раунді 1, 2-й у передзмагальному посіві проти 3-го місця в раунді 1, 7-го в передзмагальному посіві
- Заплив 5: 2-ге місце в раунді 1, найкраща у передзмагальному посіві проти 3-го місця в раунді 1, 8-го в передзмагальному посіві
- Заплив 6: 2-ге місце в раунді 1, 8-й у передзмагальному посіві проти 3-го місця в раунді 1, найкращої в передзмагальному посіві
- Заплив 7: 2-ге місце в раунді 1, 5-й у передзмагальному посіві проти 3-го місця в раунді 1, 4-го в передзмагальному посіві
- Заплив 8: 2-ге місце в раунді 1, 4-й у передзмагальному посіві проти 3-го місця в раунді 1, 5-го в передзмагальному посіві

#### Заплив 1
| Місце | Серфінгісткака  | Країна      | Хвилі | Хвилі | Хвилі | Хвилі | Хвилі | Сумарна оцінка | Нотатки |
| Місце | Серфінгісткака  | Країна      | 1     | 2     | 3     | 4     | 5     | Сумарна оцінка | Нотатки |
| ----- | --------------- | ----------- | ----- | ----- | ----- | ----- | ----- | -------------- | ------- |
| 1     | Сиці Ян [14]    | Китай (CHN) | 3.00  | 4.50  | 0.70  | 2.90  | 4.17  | 8.67           | R3      |
| 2     | Соль Агірре [4] | Перу (PER)  | 2.00  | 2.50  | 0.73  | 1.33  |       | 4.50           | В       |

#### Заплив 2
| Місце | Серфінгісткака    | Країна          | Хвилі | Хвилі | Хвилі | Хвилі | Хвилі | Хвилі | Хвилі | Хвилі | Хвилі | Сумарна оцінка | Нотатки |
| Місце | Серфінгісткака    | Країна          | 1     | 2     | 3     | 4     | 5     | 6     | 7     | 8     | 9     | Сумарна оцінка | Нотатки |
| ----- | ----------------- | --------------- | ----- | ----- | ----- | ----- | ----- | ----- | ----- | ----- | ----- | -------------- | ------- |
| 1     | Сара Баум [17]    | ПАР (RSA)       | 0.53  | 1.00  | 0.23  | 2.47  | 4.83  | 5.67  | 0.77  | 0.13  | 1.73  | 10.50          | R3      |
| 2     | Камілла Кемп [11] | Німеччина (GER) | 0.37  | 2.17  | 0.70  | 1.60  | 2.77  | 0.30  |       |       |       | 4.94           | В       |

#### Заплив 3
| Місце | Серфінгісткака       | Країна           | Хвилі | Хвилі | Хвилі | Хвилі | Хвилі | Сумарна оцінка | Нотатки |
| Місце | Серфінгісткака       | Країна           | 1     | 2     | 3     | 4     | 5     | Сумарна оцінка | Нотатки |
| ----- | -------------------- | ---------------- | ----- | ----- | ----- | ----- | ----- | -------------- | ------- |
| 1     | Шіно Мацуда [18]     | Японія (JPN)     | 1.60  | 2.10  | 0.57  | 7.67  |       | 9.77           | R3      |
| 2     | Тереза Бонвалот [10] | Португалія (POR) | 1.50  | 3.67  | 0.63  | 3.17  | 1.20  | 6.84           | В       |

#### Заплив 4
| Місце | Серфінгісткака    | Країна          | Хвилі | Хвилі | Хвилі | Хвилі | Хвилі | Хвилі | Сумарна оцінка | Нотатки |
| Місце | Серфінгісткака    | Країна          | 1     | 2     | 3     | 4     | 5     | 6     | Сумарна оцінка | Нотатки |
| ----- | ----------------- | --------------- | ----- | ----- | ----- | ----- | ----- | ----- | -------------- | ------- |
| 1     | Жоанн Дефе [2]    | Франція (FRA)   | 2.83  | 4.00  | 7.83  | 1.00  | 3.93  | 1.00  | 11.83          | R3      |
| 2     | Моллі Піклум [16] | Австралія (AUS) | 1.00  | 5.83  | 0.67  | 1.60  |       |       | 7.43           | В       |

#### Заплив 5
| Місце | Серфінгісткака          | Країна          | Хвилі | Хвилі | Хвилі | Хвилі | Хвилі | Сумарна оцінка | Нотатки |
| Місце | Серфінгісткака          | Країна          | 1     | 2     | 3     | 4     | 5     | Сумарна оцінка | Нотатки |
| ----- | ----------------------- | --------------- | ----- | ----- | ----- | ----- | ----- | -------------- | ------- |
| 1     | Татіана Вестон-Вебб [1] | Бразилія (BRA)  | 5.50  | 2.83  | 4.00  | 1.33  |       | 9.50           | R3      |
| 2     | Канделарія Ресано [23]  | Нікарагуа (NCA) | 0.87  | 1.43  | 1.87  | 0.93  |       | 3.30           | В       |

#### Заплив 6
| Місце | Серфінгісткака      | Країна              | Хвилі | Хвилі | Хвилі | Хвилі | Хвилі | Сумарна оцінка | Нотатки |
| Місце | Серфінгісткака      | Країна              | 1     | 2     | 3     | 4     | 5     | Сумарна оцінка | Нотатки |
| ----- | ------------------- | ------------------- | ----- | ----- | ----- | ----- | ----- | -------------- | ------- |
| 1     | Йоланда Гопкінс [8] | Португалія (POR)    | 0.17  | 0.77  | 3.67  | 1.00  | 0.33  | 4.67           | R3      |
| 2     | Саффі Ветт [22]     | Нова Зеландія (NZL) | 0.27  | 0.43  | 0.60  | 0.67  |       | 1.27           | В       |

#### Заплив 7
| Місце | Серфінгісткака          | Країна         | Хвилі | Хвилі | Хвилі | Хвилі | Хвилі | Сумарна оцінка | Нотатки |
| Місце | Серфінгісткака          | Країна         | 1     | 2     | 3     | 4     | 5     | Сумарна оцінка | Нотатки |
| ----- | ----------------------- | -------------- | ----- | ----- | ----- | ----- | ----- | -------------- | ------- |
| 1     | Тайна Гінкель [6]       | Бразилія (BRA) | 3.23  | 3.30  | 3.80  |       |       | 7.10           | R3      |
| 2     | Саноа Дампфль-Олін [12] | Канада (CAN)   | 3.50  | 2.50  | 2.10  | 2.80  | 0.43  | 6.30           | В       |

#### Заплив 8
| Місце | Серфінгісткака                | Країна        | Хвилі | Хвилі | Хвилі | Хвилі | Хвилі | Сумарна оцінка | Нотатки |
| Місце | Серфінгісткака                | Країна        | 1     | 2     | 3     | 4     | 5     | Сумарна оцінка | Нотатки |
| ----- | ----------------------------- | ------------- | ----- | ----- | ----- | ----- | ----- | -------------- | ------- |
| 1     | Анат Леліор [5]               | Ізраїль (ISR) | 6.50  | 0.93  | 3.17  | 3.33  | 4.50  | 11.00          | R3      |
| 2     | Ханіре Гонсалес-Ечабаррі [13] | Іспанія (ESP) | 0.20  | 2.50  | 0.30  |       |       | 2.80           | В       |

### Сітка
Сітка визначалася на підставі посіву для раунду 3 (1/8 фіналу).Переможниця кожного поєдинку вийшла до наступного раунду.
|  | 3rd round | 3rd round                 | 3rd round |                           |       | Чвертьфінали              | Чвертьфінали | Чвертьфінали |                      |      | Півфінали        | Півфінали | Півфінали |                         |                         | Фінал                   | Фінал | Фінал |  |
|  |           |                           |           |                           |       |                           |              |              |                      |      |                  |           |           |                         |                         |                         |       |       |  |
|  | 9         | Каролін Маркс (USA)       | 6.93      |                           |       |                           |              |              |                      |      |                  |           |           |                         |                         |                         |       |       |  |
|  | 9         | Каролін Маркс (USA)       | 6.93      |                           |       |                           |              |              |                      |      |                  |           |           |                         |                         |                         |       |       |  |
|  | 14        | Сиці Ян (CHN)             | 1.63      |                           |       |                           |              |              |                      |      |                  |           |           |                         |                         |                         |       |       |  |
|  | 14        | Сиці Ян (CHN)             | 1.63      |                           | 9     | Каролін Маркс (USA)       | 7.77         |              |                      |      |                  |           |           |                         |                         |                         |       |       |  |
|  |           |                           |           |                           | 9     | Каролін Маркс (USA)       | 7.77         |              |                      |      |                  |           |           |                         |                         |                         |       |       |  |
|  |           |                           | 20        | Тайлер Райт (AUS)         | 5.37  |                           |              |              |                      |      |                  |           |           |                         |                         |                         |       |       |  |
|  | 20        | Тайлер Райт (AUS)         | 20        | Тайлер Райт (AUS)         | 5.37  | 11.10                     |              |              |                      |      |                  |           |           |                         |                         |                         |       |       |  |
|  | 20        | Тайлер Райт (AUS)         |           |                           |       |                           |              |              |                      |      |                  |           |           |                         |                         |                         |       |       |  |
|  | 5         | Анат Леліор (ISR)         | 7.74      |                           |       |                           |              |              |                      |      |                  |           |           |                         |                         |                         |       |       |  |
|  | 5         | Анат Леліор (ISR)         | 7.74      |                           | 9     | Каролін Маркс (USA)       | 12.17        |              |                      |      |                  |           |           |                         |                         |                         |       |       |  |
|  |           |                           |           |                           |       |                           |              |              |                      |      |                  |           |           |                         |                         |                         |       |       |  |
|  |           |                           | 2         | Жоанн Дефе (FRA)          | 12.17 |                           |              |              |                      |      |                  |           |           |                         |                         |                         |       |       |  |
|  | 21        | Ваїн Ф'єрро (FRA)         | 2         | Жоанн Дефе (FRA)          | 12.17 | 7.54                      |              |              |                      |      |                  |           |           |                         |                         |                         |       |       |  |
|  | 21        | Ваїн Ф'єрро (FRA)         |           |                           |       |                           |              |              |                      |      |                  |           |           |                         |                         |                         |       |       |  |
|  | 2         | Жоанн Дефе (FRA)          | 9.00      |                           |       |                           |              |              |                      |      |                  |           |           |                         |                         |                         |       |       |  |
|  | 2         | Жоанн Дефе (FRA)          | 9.00      |                           | 2     | Жоанн Дефе (FRA)          | 10.34        |              |                      |      |                  |           |           |                         |                         |                         |       |       |  |
|  |           |                           |           |                           | 2     | Жоанн Дефе (FRA)          | 10.34        |              |                      |      |                  |           |           |                         |                         |                         |       |       |  |
|  |           |                           | 7         | Карісса Мур (USA)         | 6.50  |                           |              |              |                      |      |                  |           |           |                         |                         |                         |       |       |  |
|  | 7         | Карісса Мур (USA)         | 7         | Карісса Мур (USA)         | 6.50  | 8.16                      |              |              |                      |      |                  |           |           |                         |                         |                         |       |       |  |
|  | 7         | Карісса Мур (USA)         |           |                           |       |                           |              |              |                      |      |                  |           |           |                         |                         |                         |       |       |  |
|  | 17        | Сара Баум (RSA)           | 3.87      |                           |       |                           |              |              |                      |      |                  |           |           |                         |                         |                         |       |       |  |
|  | 17        | Сара Баум (RSA)           | 3.87      |                           | 9     | Каролін Маркс (USA)       | 10.50        |              |                      |      |                  |           |           |                         |                         |                         |       |       |  |
|  |           |                           |           |                           |       |                           |              |              |                      |      |                  |           |           |                         |                         |                         |       |       |  |
|  |           |                           | 1         | Татіана Вестон-Вебб (BRA) | 10.33 |                           |              |              |                      |      |                  |           |           |                         |                         |                         |       |       |  |
|  | 3         | Надя Еростарбе (ESP)      | 1         | Татіана Вестон-Вебб (BRA) | 10.33 | 8.34                      |              |              |                      |      |                  |           |           |                         |                         |                         |       |       |  |
|  | 3         | Надя Еростарбе (ESP)      |           |                           |       | 8.34                      |              |              |                      |      |                  |           |           |                         |                         |                         |       |       |  |
|  | 18        | Шіно Мацуда (JPN)         | 5.84      |                           |       |                           |              |              |                      |      |                  |           |           |                         |                         |                         |       |       |  |
|  | 18        | Шіно Мацуда (JPN)         | 5.84      |                           | 3     | Надя Еростарбе (ESP)      | 6.34         |              |                      |      |                  |           |           |                         |                         |                         |       |       |  |
|  |           |                           |           |                           | 3     | Надя Еростарбе (ESP)      | 6.34         |              |                      |      |                  |           |           |                         |                         |                         |       |       |  |
|  |           |                           | 1         | Татіана Вестон-Вебб (BRA) | 8.10  |                           |              |              |                      |      |                  |           |           |                         |                         |                         |       |       |  |
|  | 24        | Кейтлін Сіммерс (USA)     | 1         | Татіана Вестон-Вебб (BRA) | 8.10  | 1.93                      |              |              |                      |      |                  |           |           |                         |                         |                         |       |       |  |
|  | 24        | Кейтлін Сіммерс (USA)     |           |                           |       |                           |              |              |                      |      |                  |           |           |                         |                         |                         |       |       |  |
|  | 1         | Татіана Вестон-Вебб (BRA) | 12.34     |                           |       |                           |              |              |                      |      |                  |           |           |                         |                         |                         |       |       |  |
|  | 1         | Татіана Вестон-Вебб (BRA) | 12.34     |                           | 1     | Татіана Вестон-Вебб (BRA) | 13.66        |              |                      |      |                  |           |           |                         |                         |                         |       |       |  |
|  |           |                           |           |                           |       |                           |              |              |                      |      |                  |           |           |                         |                         |                         |       |       |  |
|  |           |                           | 15        | Бріса Геннессі (CRC)      | 6.17  |                           |              |              |                      |      |                  |           |           |                         |                         |                         |       |       |  |
|  | 19        | Луана Сілва (BRA)         | 15        | Бріса Геннессі (CRC)      | 6.17  | 6.77                      |              |              |                      |      |                  |           |           | Матч за бронзову медаль | Матч за бронзову медаль | Матч за бронзову медаль |       |       |  |
|  | 19        | Луана Сілва (BRA)         |           |                           |       |                           |              |              |                      |      |                  |           |           |                         |                         |                         |       |       |  |
|  | 6         | Тайна Гінкель (BRA)       | 5.93      |                           |       |                           |              |              |                      |      |                  |           |           |                         |                         |                         |       |       |  |
|  | 6         | Тайна Гінкель (BRA)       | 5.93      |                           | 19    | Луана Сілва (BRA)         | 5.47         |              |                      | 2    | Жоанн Дефе (FRA) | 12.66     |           |                         |                         |                         |       |       |  |
|  |           |                           |           |                           | 19    | Луана Сілва (BRA)         | 5.47         |              |                      | 2    | Жоанн Дефе (FRA) | 12.66     |           |                         |                         |                         |       |       |  |
|  |           |                           | 15        | Бріса Геннессі (CRC)      | 6.37  |                           |              | 15           | Бріса Геннессі (CRC) | 4.93 |                  |           |           |                         |                         |                         |       |       |  |
|  | 15        | Бріса Геннессі (CRC)      | 15        | Бріса Геннессі (CRC)      | 6.37  | 12.34                     |              | 15           | Бріса Геннессі (CRC) | 4.93 |                  |           |           |                         |                         |                         |       |       |  |
|  | 15        | Бріса Геннессі (CRC)      |           |                           |       |                           |              |              |                      |      |                  |           |           |                         |                         |                         |       |       |  |
|  | 8         | Йоланда Гопкінс (POR)     | 9.90      |                           |       |                           |              |              |                      |      |                  |           |           |                         |                         |                         |       |       |  |

### Раунд 3
У третьому раунді (1/8 фіналу) серфінгістів теж сіяно у вісім запливів, по 2 в кожному, переможці виходять до чвертьфіналів, а невдахи Вибулаають.
Пари визначалися на підставі результатів у 1-му і 2-му раундах, а також на підставі передзмагального посіву:
- Заплив 1: 1-ше місце в раунді 1, 3-й у передзмагальному посіві проти переможниці раунду 2, 6-го в передзмагальному посіві
- Заплив 2: 1-ше місце в раунді 1, 6-й у передзмагальному посіві проти переможниці раунду 2, 3-го в передзмагальному посіві
- Заплив 3: 1-ше місце в раунді 1, 7-й у передзмагальному посіві проти переможниці раунду 2, 2-го в передзмагальному посіві
- Заплив 4: 1-ше місце в раунді 1, 2-й у передзмагальному посіві проти переможниці раунду 2, 7-го в передзмагальному посіві
- Заплив 5: 1-ше місце в раунді 1, найкраща у передзмагальному посіві проти переможниці раунду 2, 8-го в передзмагальному посіві
- Заплив 6: 1-ше місце в раунді 1, 8-й у передзмагальному посіві проти переможниці раунду 2, найкращої в передзмагальному посіві
- Заплив 7: 1-ше місце в раунді 1, 5-й у передзмагальному посіві проти переможниці раунду 2, 4-го в передзмагальному посіві
- Заплив 8: 1-ше місце в раунді 1, 4-й у передзмагальному посіві проти переможниці раунду 2, 5-го в передзмагальному посіві

#### Заплив 1
| Місце | Серфінгістка      | Країна      | Хвилі | Хвилі | Хвилі | Хвилі | Сумарна оцінка | Нотатки |
| Місце | Серфінгістка      | Країна      | 1     | 2     | 3     | 4     | Сумарна оцінка | Нотатки |
| ----- | ----------------- | ----------- | ----- | ----- | ----- | ----- | -------------- | ------- |
| 1     | Каролін Маркс [9] | США (USA)   | 2.00  | 2.60  | 4.33  | 0.37  | 6.93           | ЧФ      |
| 2     | Сиці Ян [14]      | Китай (CHN) | 0.50  | 1.00  | 0.20  | 0.63  | 1.63           | В       |

#### Заплив 2
| Місце | Серфінгістка     | Країна          | Хвилі | Хвилі | Хвилі | Хвилі | Хвилі | Хвилі | Хвилі | Хвилі | Хвилі | Сумарна оцінка | Нотатки |
| Місце | Серфінгістка     | Країна          | 1     | 2     | 3     | 4     | 5     | 6     | 7     | 8     | 9     | Сумарна оцінка | Нотатки |
| ----- | ---------------- | --------------- | ----- | ----- | ----- | ----- | ----- | ----- | ----- | ----- | ----- | -------------- | ------- |
| 1     | Тайлер Райт [20] | Австралія (AUS) | 5.83  | 2.67  | 0.70  | 2.60  | 2.43  | 2.50  | 0.33  | 1.23  | 5.27  | 11.10          | ЧФ      |
| 2     | Анат Леліор [5]  | Ізраїль (ISR)   | 0.50  | 4.67  | 1.07  | 3.07  | 0.80  | 0.97  | 1.93  | 0.43  |       | 7.74           | В       |

#### Заплив 3
| Місце | Серфінгістка     | Країна        | Хвилі | Хвилі | Хвилі | Хвилі | Хвилі | Хвилі | Хвилі | Сумарна оцінка | Нотатки |
| Місце | Серфінгістка     | Країна        | 1     | 2     | 3     | 4     | 5     | 6     | 7     | Сумарна оцінка | Нотатки |
| ----- | ---------------- | ------------- | ----- | ----- | ----- | ----- | ----- | ----- | ----- | -------------- | ------- |
| 1     | Жоанн Дефе [2]   | Франція (FRA) | 3.00  | 0.57  | 3.33  | 2.20  | 5.00  | 4.00  | 3.07  | 9.00           | ЧФ      |
| 2     | Ваїн Ф'єрро [21] | Франція (FRA) | 3.77  | 1.77  | 3.77  | 2.23  | 1.93  | 1.43  |       | 7.54           | В       |

#### Заплив 4
| Місце | Серфінгістка    | Країна    | Хвилі | Хвилі | Хвилі | Хвилі | Хвилі | Хвилі | Сумарна оцінка | Нотатки |
| Місце | Серфінгістка    | Країна    | 1     | 2     | 3     | 4     | 5     | 6     | Сумарна оцінка | Нотатки |
| ----- | --------------- | --------- | ----- | ----- | ----- | ----- | ----- | ----- | -------------- | ------- |
| 1     | Карісса Мур [7] | США (USA) | 2.50  | 3.83  | 0.50  | 0.77  | 2.30  | 4.33  | 8.16           | ЧФ      |
| 2     | Сара Баум [17]  | ПАР (RSA) | 1.87  | 0.50  | 2.00  | 0.77  |       |       | 3.87           | В       |

#### Заплив 5
| Місце | Серфінгістка       | Країна        | Хвилі | Хвилі | Хвилі | Хвилі | Хвилі | Сумарна оцінка | Нотатки |
| Місце | Серфінгістка       | Країна        | 1     | 2     | 3     | 4     | 5     | Сумарна оцінка | Нотатки |
| ----- | ------------------ | ------------- | ----- | ----- | ----- | ----- | ----- | -------------- | ------- |
| 1     | Надя Еростарбе [3] | Іспанія (ESP) | 3.50  | 0.50  | 4.77  | 0.77  | 3.57  | 8.34           | ЧФ      |
| 2     | Шіно Мацуда [18]   | Японія (JPN)  | 2.67  | 3.17  |       |       |       | 5.84           | В       |

#### Заплив 6
| Місце | Серфінгістка            | Країна         | Хвилі | Хвилі | Хвилі | Хвилі | Хвилі | Сумарна оцінка | Нотатки |
| Місце | Серфінгістка            | Країна         | 1     | 2     | 3     | 4     | 5     | Сумарна оцінка | Нотатки |
| ----- | ----------------------- | -------------- | ----- | ----- | ----- | ----- | ----- | -------------- | ------- |
| 1     | Татіана Вестон-Вебб [1] | Бразилія (BRA) | 0.30  | 6.17  | 6.17  | 3.33  | 0.20  | 12.34          | ЧФ      |
| 2     | Кейтлін Сіммерс [24]    | США (USA)      | 0.27  | 1.50  | 0.43  |       |       | 1.93           | В       |

#### Заплив 7
| Місце | Серфінгістка      | Країна         | Хвилі | Хвилі | Хвилі | Хвилі | Хвилі | Сумарна оцінка | Нотатки |
| Місце | Серфінгістка      | Країна         | 1     | 2     | 3     | 4     | 5     | Сумарна оцінка | Нотатки |
| ----- | ----------------- | -------------- | ----- | ----- | ----- | ----- | ----- | -------------- | ------- |
| 1     | Луана Сілва [19]  | Бразилія (BRA) | 2.50  | 2.17  | 3.50  | 3.27  |       | 6.77           | ЧФ      |
| 2     | Тайна Гінкель [6] | Бразилія (BRA) | 0.80  | 1.77  | 2.93  | 3.00  | 0.17  | 5.93           | В       |

#### Заплив 8
| Місце | Серфінгістка        | Країна           | Хвилі | Хвилі | Хвилі | Хвилі | Хвилі | Хвилі | Хвилі | Хвилі | Сумарна оцінка | Нотатки |
| Місце | Серфінгістка        | Країна           | 1     | 2     | 3     | 4     | 5     | 6     | 7     | 8     | Сумарна оцінка | Нотатки |
| ----- | ------------------- | ---------------- | ----- | ----- | ----- | ----- | ----- | ----- | ----- | ----- | -------------- | ------- |
| 1     | Бріса Геннессі [15] | Коста-Рика (CRC) | 0.83  | 4.17  | 7.67  | 0.50  | 2.17  | 0.50  | 2.57  | 4.67  | 12.34          | ЧФ      |
| 2     | Йоланда Гопкінс [8] | Португалія (POR) | 6.33  | 3.57  | 1.33  | 1.83  | 1.60  |       |       |       | 9.90           | В       |

### Чвертьфінали
Заплив 1
| Місце | Серфінгістка      | Країна          | Хвилі | Хвилі | Хвилі | Хвилі | Хвилі | Хвилі | Сумарна оцінка | Нотатки |
| Місце | Серфінгістка      | Країна          | 1     | 2     | 3     | 4     | 5     | 6     | Сумарна оцінка | Нотатки |
| ----- | ----------------- | --------------- | ----- | ----- | ----- | ----- | ----- | ----- | -------------- | ------- |
| 1     | Каролін Маркс [9] | США (USA)       | 4.00  | 2.33  | 2.17  | 0.20  | 3.77  | 0.50  | 7.77           | ПФ      |
| 2     | Тайлер Райт [20]  | Австралія (AUS) | 1.00  | 3.50  | 1.87  | 0.87  |       |       | 5.37           | В       |

Заплив 2
| Місце | Серфінгістка    | Країна        | Хвилі | Хвилі | Хвилі | Хвилі | Хвилі | Хвилі | Сумарна оцінка | Нотатки |
| Місце | Серфінгістка    | Країна        | 1     | 2     | 3     | 4     | 5     | 6     | Сумарна оцінка | Нотатки |
| ----- | --------------- | ------------- | ----- | ----- | ----- | ----- | ----- | ----- | -------------- | ------- |
| 1     | Жоанн Дефе [2]  | Франція (FRA) | 5.67  | 1.90  | 4.67  | 0.60  | 2.17  | 4.50  | 10.34          | ПФ      |
| 2     | Карісса Мур [7] | США (USA)     | 0.50  | 3.00  | 3.50  | 1.00  | 1.97  |       | 6.50           | В       |

Заплив 3
| Місце | Серфінгістка            | Країна         | Хвилі | Хвилі | Хвилі | Хвилі | Хвилі | Хвилі | Хвилі | Сумарна оцінка | Нотатки |
| Місце | Серфінгістка            | Країна         | 1     | 2     | 3     | 4     | 5     | 6     | 7     | Сумарна оцінка | Нотатки |
| ----- | ----------------------- | -------------- | ----- | ----- | ----- | ----- | ----- | ----- | ----- | -------------- | ------- |
| 1     | Надя Еростарбе [3]      | Іспанія (ESP)  | 0.20  | 0.37  | 0.50  | 2.77  | 3.57  | 0.83  |       | 6.34           | В       |
| 2     | Татіана Вестон-Вебб [1] | Бразилія (BRA) | 3.33  | 2.67  | 0.50  | 3.03  | 1.23  | 3.60  | 4.50  | 8.10           | ПФ      |

Заплив 4
| Місце | Серфінгістка        | Країна           | Хвилі | Хвилі | Хвилі | Хвилі | Хвилі | Хвилі | Сумарна оцінка | Нотатки |
| Місце | Серфінгістка        | Країна           | 1     | 2     | 3     | 4     | 5     | 6     | Сумарна оцінка | Нотатки |
| ----- | ------------------- | ---------------- | ----- | ----- | ----- | ----- | ----- | ----- | -------------- | ------- |
| 1     | Луана Сілва [19]    | Бразилія (BRA)   | 0.30  | 0.27  | 0.57  | 2.23  | 2.57  | 2.90  | 5.47           | В       |
| 2     | Бріса Геннессі [15] | Коста-Рика (CRC) | 2.33  | 0.47  | 3.17  | 3.20  | 0.37  |       | 6.37           | ПФ      |

### Півфінали
Заплив 1
Because the final scores were tied, Каролін Маркс won the heat as she had the highest-scoring single wave (7.00).
| Місце | Серфінгістка      | Країна        | Хвилі | Хвилі | Хвилі | Хвилі | Хвилі | Хвилі | Сумарна оцінка | Нотатки |
| Місце | Серфінгістка      | Країна        | 1     | 2     | 3     | 4     | 5     | 6     | Сумарна оцінка | Нотатки |
| ----- | ----------------- | ------------- | ----- | ----- | ----- | ----- | ----- | ----- | -------------- | ------- |
| 1     | Каролін Маркс [9] | США (USA)     | 5.17  | 5.00  | 7.00  | 0.47  |       |       | 12.17          | Ф       |
| 2     | Жоанн Дефе [2]    | Франція (FRA) | 5.67  | 4.00  | 3.00  | 0.47  | 6.50  | 3.30  | 12.17          | 3/4     |

Заплив 2
Around the 20:00 mark, Hennessy was penalised for priority interference, resulting in only her single highest-scoring wave being counted.
| Місце | Серфінгістка            | Країна           | Хвилі | Хвилі | Хвилі    | Хвилі | Хвилі | Хвилі | Сумарна оцінка | Нотатки |
| Місце | Серфінгістка            | Країна           | 1     | 2     | 3        | 4     | 5     | 6     | Сумарна оцінка | Нотатки |
| ----- | ----------------------- | ---------------- | ----- | ----- | -------- | ----- | ----- | ----- | -------------- | ------- |
| 1     | Татіана Вестон-Вебб [1] | Бразилія (BRA)   | 2.67  | 0.57  | 5.33     | 4.00  | 5.30  | 8.33  | 13.66          | Ф       |
| 2     | Бріса Геннессі [15]     | Коста-Рика (CRC) | 1.93  | 0.00* | 4.83 PEN | 6.17  | 0.33  |       | 6.17           | 3/4     |

### Заплив за бронзову медаль
The bronze medal match lasted for 35 minutes. The waves had a height of Шаблон:Conv from the SSW at an interval of 14 seconds.
| Місце | Серфінгістка        | Країна           | Хвилі | Хвилі | Хвилі | Хвилі | Хвилі | Хвилі | Хвилі | Хвилі | Хвилі | Сумарна оцінка | Нотатки |
| Місце | Серфінгістка        | Країна           | 1     | 2     | 3     | 4     | 5     | 6     | 7     | 8     | 9     | Сумарна оцінка | Нотатки |
| ----- | ------------------- | ---------------- | ----- | ----- | ----- | ----- | ----- | ----- | ----- | ----- | ----- | -------------- | ------- |
| 1     | Жоанн Дефе [2]      | Франція (FRA)    | 0.20  | 5.83  | 5.27  | 5.57  | 0.53  | 6.83  | 0.50  | 0.70  | 4.17  | 12.66          | 3       |
| 2     | Бріса Геннессі [15] | Коста-Рика (CRC) | 3.00  | 1.50  | 1.93  |       |       |       |       |       |       | 4.93           | 4th     |

### Заплив за золоту медаль
The gold medal match was 35 minutes long. The waves were 2,4 метра (7,9 фут) high from the SSW with an interval of 14 seconds.
| Місце | Серфінгістка            | Країна         | Хвилі | Хвилі | Хвилі | Хвилі | Хвилі | Сумарна оцінка | Нотатки |
| Місце | Серфінгістка            | Країна         | 1     | 2     | 3     | 4     | 5     | Сумарна оцінка | Нотатки |
| ----- | ----------------------- | -------------- | ----- | ----- | ----- | ----- | ----- | -------------- | ------- |
| 1     | Каролін Маркс [9]       | США (USA)      | 0.50  | 7.50  | 1.43  | 3.00  | 2.00  | 10.50          | 1       |
| 2     | Татіана Вестон-Вебб [1] | Бразилія (BRA) | 0.33  | 0.43  | 5.83  | 1.80  | 4.50  | 10.33          | 2       |